# Плутино (Ленинградская область)
Плутино — деревня в Самойловском сельском поселении Бокситогорского района Ленинградской области.

## История
ПЛУТИНО — деревня Плутинского общества, прихода Озерского погоста. Река Тихвинка.

Крестьянских дворов — 20. Строений — 30, в том числе жилых — 21. Кожевенный завод. Жители занимаются рубкой, возкой и сплавом леса.

Число жителей по семейным спискам 1879 г.: 44 м. п., 64 ж. п.; по приходским сведениям 1879 г.: 52 м. п., 69 ж. п.

Сборник Центрального статистического комитета описывал её так:

ПЛУТИНА — деревня бывшая государственная при реке Тихвинке, дворов — 20, жителей — 120; кожевенный завод. (1885 год)

В конце XIX — начале XX века деревня административно относилась к Деревской волости 5-го земского участка 3-го стана Тихвинского уезда Новгородской губернии.
В начале XX века в деревне на берегу реки находился жальник.

ПЛУТИНО — деревня Плутинского общества, число дворов — 34, число домов — 42, число жителей: 86 м. п., 85 ж. п.; Занятия жителей: земледелие. Река Тихвинка. (1910 год)

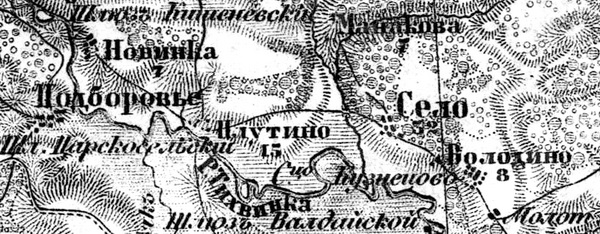
Деревня Плутино на карте 1917 года

Согласно военно-топографической карте Новгородской губернии издания 1917 года, деревня насчитывала 15 крестьянских дворов.
С 1917 по 1918 год деревня входила в состав Деревской волости Тихвинского уезда Новгородской губернии.
С 1918 года, в составе Череповецкой губернии.
С 1924 года, в составе Пикалёвской волости.
С 1927 года, в составе Пакшеевского сельсовета Пикалёвского района.
С 1928 года, в составе Окуловского сельсовета. В 1928 году население деревни составляло 168 человек.
С 1932 года, в составе Ефимовского района.
По данным 1933 года деревня Плутино входила в состав Окуловского сельсовета Ефимовского района.
С 1952 года, в составе Бокситогорского района.
С 1963 года, вновь в составе Ефимовского района.
С 1965 года вновь в составе Бокситогорского района. В 1965 году население деревни составляло 49 человек.
По данным 1966 и 1973 годов деревня Плутино также входила в состав Окуловского сельсовета Бокситогорского района.
По данным 1990 года деревня Плутино входила в состав Самойловского сельсовета.
В 1997 году в деревне Плутино Самойловской волости проживали 6 человек, в 2002 году — 3 человека (все русские).
В 2007 году в деревне Плутино Самойловского СП проживал 1 человек, в 2010 году — постоянного населения не было.

## География
Деревня расположена в северо-западной части района к северо-востоку от автодороги 41К-035 (Большой Двор — Самойлово).
Расстояние до административного центра поселения — 18 км.
Расстояние до ближайшей железнодорожной станции Пикалёво на линии Волховстрой I — Вологда — 20 км. 
Деревня находится на обоих берегах реки Тихвинки.

## Демография
| 1997 | 2002 | 2007 | 2010 | 2017 |
| ---- | ---- | ---- | ---- | ---- |
| 6    | ↘3   | ↘1   | ↘0   | →0   |